# Peder Schumacher Griffenfeld
Peder Schumacher lensgreve Griffenfeld (24. august 1635 i København – 12. marts 1699 i Trondhjem i Norge) var en dansk statsmand og fra 1673 rigskansler. I 1676 faldt han i unåde og blev fængslet og dømt til døden for landsforræderi mv. Dommen blev ændret til livsvarigt fængsel; han blev løsladt efter 22 års fangenskab.

## Griffenfeld ved magten
Peder Griffenfeld kom i 1663 i Frederik III's tjeneste som bibliotekar og arkivar, en stilling som gav ham lejlighed til daglig at få kongen i tale. Hans almindelige politiske interesse førte ham sammen med den mægtige minister Christoffer Gabel. Fra 1665 kom han ind i politisk arbejde, idet han blev kongens kammersekretær, en slags kabinetssekretær. Han skulle lave udkast til de breve, som kongen udsendte på egen hånd, uden forhandling med kollegierne. Embedet gav en vis magt, og allerede samme år udarbejdede han en grundlov for enevælden, den senere Kongelov, el. "Lex Regia".
1666 blev han sekretær i Danske Kancelli, 1668 fik han bestalling som kancelliråd og 1669 sæde i statskollegiet og Højesteret. Han arbejdede på en bedre orden i kancelliet, og han interesserede sig også for den store lovrevision og for embedsbesættelser. Allerede her har han vistnok gjort sig skyldig i den bestikkelighed, som han senere blev angrebet for, men som han langtfra indførte i danske kancellisædvaner.
Tronskiftet 1670 fremskyndede hans karriere. I april blev Gabel styrtet, men da havde Schumacher allerede sikret sig den ny konges (Christian V's) gunst, og snart fik han titel af over- og gehejmekammersekretær. Men langtfra hele magten var tilfaldet ham endnu. Han måtte foreløbig dele den med andre, især med Frederik Ahlefeldt og Ulrik Frederik Gyldenløve, men han var den virkelig arbejdende kraft, sjælen i regeringen, og han opfattedes som sådan. I maj 1670 blev han sekretær ved det nyoprettede gehejmekonseil. Et år efter fik han titel af gehejmeråd, og i 1671 blev han medlem af konseillet. I juli 1671 adlede kongen ham med navnet Griffenfeld. Ved ægteskab med en sønnedatter af Hans Nansen fik han samlet megen ejendom (bl.a. Samsø).
Griffenfeld havde grundlagt eller støttet et betydeligt reformarbejde i statsadministrationen, men i adskillige henseender blev det ikke gennemført. Han havde en stor rolle at spille i udformningen af Danske Lov, bl.a. ved udvælgelsen af medlemmerne i lovkommissionen. Det truende forhold til udlandet bragte hurtigt en ny forhøjelse af skattebyrden; der foregik endvidere kun en begrænset opgang i handelen, mest i København, men den blev langtfra så stor som tilsigtet. Især må det fremhæves, at Griffenfeld allerede fra 1673 kuldkastede hele det princip for administrationen, som Schumacher havde fulgt i 1670. Han var i færd med at tabe sin sindsligevægt, og han følte sig ikke længere tilfreds med sin hidtidige stilling. Mere og mere søgte han omgang med adelige, og han indrettede sin husholdning til et formeligt hof.
Først 26. november 1673 foregik den store forfremmelse, da han på én gang udnævntes til greve af Griffenfeld (det senere Jarlsberg), elefantridder og rigskansler. Han havde imod sine tidligere grundsætninger ladet sig optage i herrestanden, og i høj grad viste han sin glæde derved.

## Griffenfelds fald
I løbet af 1675 kom Danmark i krig med Sverige i Den Skånske krig. Forskellige forhandlinger omkring optakten hertil havde ført til mistanke om forræderi. Misundelse og personlige fjendskaber har nok også gjort deres.
Den 11. marts 1676 om morgenen blev Griffenfeld arresteret på Københavns Slot og bragt som fange til Kastellet.
Det blev indledningen til et nyt "Skånes tab", fordi Griffenfeld var den drivende kraft for en franskvenlig politik, og betydningen deraf tolkede Griffenfeld således:"Uden Frankrig får vi ikke Skåne tilbage!" Den klarsynede Griffenfeld fik ret i sin profeti: Selv om den største del af Skåne faktisk var på danske hænder ved krigsslutningen, fik Danmark ikke en millimeter af den skånelandske jord. Den franske solkonge Ludvig 14. som var Sveriges forbundsfælle, dikterede at Roskildefreden skulle stå ved magt.
Man fandt beviser på Griffenfelds bestikkelighed og salg af embeder, samt tilbageholdte
kongelige ordrer, dernæst breve, der øgede mistanken om forræderiet, og dagbøger med overlegne udtryk om kongen. Men fra første færd brugtes tvivlsomme midler til at fælde den mistænkte; den berygtede Otto Mauritius var offentlig anklager, og han hindrede Griffenfeld i at skaffe sig materiale til sit forsvar, afhørte ikke alle fornødne vidner og henviste ikke sagen til Højesteret, men til en overordentlig domstol.
Her begyndte efter forundersøgelserne den egentlige retssag i de første dage af maj. Griffenfelds første forsvarsindlæg var gennemtrængt af hele hans store talent, hans sprog nåede til en højde, som dansk rettergang og dansk litteratur knap havde kendt. Mauritius opbød alle mulige midler i sit gensvar og lagde selve kongens vilje som pres på dommerne. Griffenfeld følte sig fortabt; i sit sidste indlæg afviste han kun med stolthed beskyldningerne for forræderi. Ellers var det mere et nødskrig om nåde end et forsvar.
Den 26. maj faldt dommen, der lød på tab af ære, liv og gods og berøvede ham navnet Griffenfeld. Den var motiveret ved bestikkeligheden, salg af embeder og forræderi. Bevist var de to første punkter, men anklagen for forræderi var ubevist, ligesom udenlandske arkiver senere har vist at påstandene var grundløse. Domstolens og historiens kendelser er altså forskellige, og selve processen var en uret i den måde, den var ført på.
Dommen blev ikke fuldt eksekveret. Lige i det øjeblik, da Schumacher 6. juni om morgenen på retterstedet i Kastellet, med sit sønderbrudte våben ved sin side, rolig og frimodig stod rede til at modtage det sværdhug, der skulle skille hans hoved fra kroppen, standsede Christian V's generaladjudant bøddelen med råbet:
«Holdt, der er pardon!» Kongen havde ladet ham se døden i øjnene for at ombytte den med livsvarigt fængsel. I fire år sad han i Kastellet. I 1678 var han meget syg, og hans gamle mor ansøgte da kongen om, at han måtte flyttes til en bedre bolig i Kastellet; det skete ikke, men der blev givet ordre til, at han skulle plejes bedre. Endelig i maj 1680 flyttedes han til Munkholmen i Trondhjemsfjorden. I 1698 tillod kongen ham at tage ophold i Trondhjem, og her døde han 12. marts 1699. Griffenfelds sarkofag står i Vær Kirke nær Horsens.
Hans statue står i bibliotekshaven ved det nuværende rigsarkiv, hvor han første gang blev præsenteret for kongen. I kunstkammeret, der tidligere holdt til i bygningens 2.sal, opbevaredes længe Griffenfelds blæresten, der var skåret ud af ham og var større end et hønseæg. 
Griffenfeld har lagt navn til Griffenfeldsgade på Nørrebro i København.